# Jamie Paterson
Jamie Charles Stuart Paterson (* 20. Dezember 1991 in Coventry) ist ein englischer Fußballspieler, der seit August 2021 beim walisischen Klub Swansea City unter Vertrag steht.

## Karriere

### FC Walsall
Jamie Paterson debütierte am 31. August 2010 bei einer 1:2-Heimniederlage seines Vereins FC Walsall im Spiel der Football League Trophy gegen den FC Chesterfield. Für den Drittligisten bestritt der 18-jährige Flügelstürmer im Verlauf der Football League One 2010/11 vierzehn Ligaspiele. Seinen ersten Treffer erzielte er am 5. November 2011, als er in der 78. Minute den Ausgleich bei Huddersfield Town erzielte. In der Saison 2011/12 kam Paterson (34 Ligaspiele/3 Tore) beständig zum Einsatz und sicherte sich mit seinem Team den Klassenerhalt. Die Saison 2012/13 führte zu einer deutlichen persönlichen Leistungssteigerung. Mit zwölf Ligatreffern avancierte er nach Will Grigg (neunzehn Treffer) zum zweitbesten Torschützen seiner Mannschaft. Walsall beendete die Spielzeit auf einem guten neunten Tabellenplatz.

### Nottingham Forest
Am 2. Juli 2013 wechselte der 21-Jährige zum Zweitligisten Nottingham Forest und unterschrieb für zwei Jahre mit der Option auf ein drittes Jahr. In der Football League Championship 2013/14 erzielte der Flügelspieler acht Ligatreffer und beendete die Spielzeit mit Forest im Tabellenmittelfeld. Ein persönlicher Höhepunkt war die Drittrundenpartie im FA Cup 2013/14 als Paterson beim 5:0-Heimsieg über den Erstligisten West Ham United drei Tore erzielte. Auch aufgrund der Verpflichtung von Michail Antonio reduzierte sich seine Einsatzzeit in der Folge deutlich. Die Saison 2015/16 verbrachte er auf Leihbasis beim Ligarivalen Huddersfield Town, für den er sechs Ligatreffer erzielten konnte.

### Bristol City
Ende August 2016 unterschrieb Paterson beim Zweitligisten Bristol City einen Dreijahresvertrag. Dort war er vor er allem ab der Saison 2017/18 Stammspieler, verlängerte im Juli 2018 den Kontrakt bis zum Sommer 2021 und wurde später für die gesamte Spielzeit 2019/20 an den Ligakonkurrenten Derby County ausgeliehen. Die Ausleihe wurde jedoch Ende Dezember 2019 vorzeitig beendet und der 28-Jährige bestritt daraufhin noch einundzwanzig Ligaspiele in der EFL Championship 2019/20 für Bristol City, in denen ihm sechs Tore gelangen.

### Swansea City
Anfang August 2021 wechselte er ablösefrei innerhalb der zweiten englischen Liga zum walisischen Klub Swansea City.